# 华胥
华胥是傳說中位於今華陽一带的上古文明，傳說華胥氏誕生於此，華胥氏出生後人又稱為華陽國，位於有熊国附近。傳說黃帝軒轅氏曾夜遊華胥之國。在陝西藍田有華胥陵。

## 华胥氏與黃帝
传说华胥氏是华夏民族的远祖，踩到了巨人的足跡後懷孕，分别誕下了女娲、伏羲，后来女娲、伏羲生出了少典，而炎黄二帝又是少典的后裔，故华夏和中华中的华字皆源于华胥氏。
《道法會元》卷八十二引《太玄黃庭經內傳》記載：「太乙白虎則指天皇，為南極長生大帝，華胥為元天大聖母，軒轅為紫微煙都帝君，此又主判雷霆之祖帝也。」
華胥之國（亦稱華陽國），在有熊國不遠的地方，弇州之西，台州之北。
伏羲氏之國，在陳地，又稱宛丘，女娲氏、神農氏相繼為都，都又稱“陳”。
少典之國在有熊，軒轅黃帝為少典之子，繼承父志，統九州，國於軒轅之丘。
華胥、伏羲、有熊三國都在豫州中部地區，與考古中仰韶時代的裴李崗文化相對應。

## 相關作品
- 古琴曲〈華胥引〉